# Crocifisso del Louvre del Maestro di San Francesco
Il Crocifisso del Louvre  è una croce sagomata dipinta a tempera e oro su tavola (86x73 cm) attribuita al Maestro di San Francesco, databile al 1260 circa e conservata nel Museo del Louvre di Parigi.

## Storia
L'opera è una delle poche attribuite al Maestro di San Francesco, pittore umbro formatosi alla bottega di Giunta Pisano e attivo nel cantiere della basilica di San Francesco ad Assisi, nella quale, in particolare nella navata della basilica inferiore, resta un suo ciclo di affreschi frammentario.
Il crocifisso sagomato e  dipinto è un tipo di rappresentazione particolarmente frequente in Umbria nel Duecento, legata alla diffusione del francescanesimo, promotore di tali immagini in cui il devoto potesse riflettere sulle sofferenze umane di Cristo, e legata probabilmente anche a fattori pratici, come la scarsità di laboratori d'oreficeria nella regione, che rendevano i manufatti di pittura particolarmente richiesti.

## Descrizione e stile
Il Cristo, di tipo patiens, è appeso alla croce con quattro chiodi (due e non uno ai piedi, secondo il tipo pre-giottesco), ed è la testa barbuta reclinata, coi capelli ricadenti in qualche ciocca sulla spalla sinistra. Il corpo è un po' incurvato verso sinistra, invadento in parte il tabellone sinistro dove si trovano la Madonna e una pia donna, mentre nel destro si vedono san Giovanni e un apostolo. All'esempio di Giunta si rifanno il perizoma e l'accentuazione della curva del corpo, forse ispirata, nello sbilanciamento così marcato, al perduto Crocifisso di frate Elia già nella basilica di San Francesco. La forma della testa invece ricorda opere di Coppo di Marcovaldo, come il Crocifisso di San Gimignano, con una massa "fitta a spumosa della barba, l'acconciatura "gonfia" e la cannula del naso particolarmente sottile.
Le estremità dei bracci hanno riquadri sul tipo della croce potenziata, che però non contengono storie, ma solo elementi geometrici, nel caso dei laterali, e l'iscrizione estesa dell'INRI nel caso della cimasa. Rispetto al Crocifisso di Perugia, datato 1272, quest'opera mostra elementi più arcaici, innanzitutto nella forma della croce e nella postura di Cristo, non così inarcata, nonché nella pennellata meno fusa, legata più strettamente all'esempio di Giunta,